# Campionato nordamericano femminile under 18 di pallavolo 2018
Il campionato nordamericano femminile under 18 di pallavolo 2018 si è svolto dal 27 agosto al 1º settembre 2018 a Tegucigalpa, in Honduras: al torneo hanno partecipato otto squadre nazionali nordamericane under 18 e la vittoria finale è andata per l'ottava volta agli Stati Uniti.

## Impianti
|                                                                          |                                                                                 |  |
|                                                                          |                                                                                 |  |
| Gimnasio Jorge Galeano Città: Tegucigalpa Capienza: - Anno d'apertura: - | Villa Olímpica de Tegucigalpa Città: Tegucigalpa Capienza: - Anno d'apertura: - |  |

## Regolamento

### Formula
Le squadre hanno disputato una prima fase a gironi con formula del girone all'italiana; al termine della prima fase:
- Le prime tre classificate di ogni girone hanno acceduto alla fase finale per il primo posto, strutturata in quarti di finale, a cui hanno partecipato solo le seconde e le terze classificate, semifinali, finale per il terzo posto e finale.
- L'ultima classificata di ogni girone e le due eliminate ai quarti di finale della fase finale per il primo posto hanno acceduto alla fase finale per il quinto posto, strutturata in semifinali, finale per il settimo posto e finale per il quinto posto.

### Criteri di classifica
Se il risultato finale è stato di 3-0 sono stati assegnati 5 punti alla squadra vincente e 0 a quella sconfitta, se il risultato finale è stato di 3-1 sono stati assegnati 4 punti alla squadra vincente e 1 a quella sconfitta, se il risultato finale è stato di 3-2 sono stati assegnati 3 punti alla squadra vincente e 2 a quella sconfitta.
L'ordine del posizionamento in classifica è stato definito in base a:
- Numero di partite vinte;
- Punti;
- Ratio dei set vinti/persi;
- Ratio dei punti realizzati/subiti;
- Risultati degli scontri diretti.

## Squadre partecipanti
| Squadra         | Qualificazione      | Ultima partecipazione |
| --------------- | ------------------- | --------------------- |
| Barbados        | -                   | Porto Rico 2016       |
| Canada          | -                   | Guatemala 2010        |
| Costa Rica      | -                   | Porto Rico 2016       |
| Cuba            | -                   | ?                     |
| Honduras        | Paese organizzatore | Costa Rica 2014       |
| Nicaragua       | -                   | ?                     |
| Rep. Dominicana | -                   | Porto Rico 2016       |
| Stati Uniti     | -                   | Porto Rico 2016       |

## Torneo

### Fase a gironi
| Girone A        | Girone B    |
| --------------- | ----------- |
| Canada          | Barbados    |
| Costa Rica      | Honduras    |
| Cuba            | Nicaragua   |
| Rep. Dominicana | Stati Uniti |

#### Girone A

##### Risultati
| 27 agosto 2019 Gimnasio Jorge Galeano, Tegucigalpa Durata: 1h:14 - Spettatori: 120          | Cuba            | 3 - 0 | Canada          | 25-19, 25-20, 25-20 |
| 27 agosto 2019 Gimnasio Jorge Galeano, Tegucigalpa Durata: 1h:06 - Spettatori: 800          | Rep. Dominicana | 3 - 0 | Costa Rica      | 25-12, 25-15, 25-13 |
| 28 agosto 2019 Gimnasio Jorge Galeano, Tegucigalpa Durata: 1h:13 - Spettatori: 200          | Rep. Dominicana | 3 - 0 | Canada          | 25-19, 25-21, 25-19 |
| 28 agosto 2019 Villa Olímpica de Tegucigalpa, Tegucigalpa Durata: 1h:02 - Spettatori: 500   | Cuba            | 3 - 0 | Costa Rica      | 25-11, 25-15, 25-12 |
| 29 agosto 2019 Villa Olímpica de Tegucigalpa, Tegucigalpa Durata: 1h:06 - Spettatori: 800   | Costa Rica      | 0 - 3 | Canada          | 17-25, 14-25, 13-25 |
| 29 agosto 2019 Villa Olímpica de Tegucigalpa, Tegucigalpa Durata: 1h:09 - Spettatori: 1 000 | Cuba            | 3 - 0 | Rep. Dominicana | 25-19, 25-19, 25-19 |

##### Classifica
| Pos | Squadra         | Pt | G | V | P | SV | SP | Ratio | PF  | PS  | Ratio |
| --- | --------------- | -- | - | - | - | -- | -- | ----- | --- | --- | ----- |
| 1   | Cuba            | 15 | 3 | 3 | 0 | 9  | 0  | MAX   | 225 | 154 | 1,461 |
| 2   | Rep. Dominicana | 10 | 3 | 2 | 1 | 6  | 3  | 2,000 | 207 | 174 | 1,189 |
| 3   | Canada          | 5  | 3 | 1 | 2 | 3  | 6  | 0,500 | 193 | 194 | 0,994 |
| 4   | Costa Rica      | 0  | 3 | 0 | 3 | 0  | 9  | 0,000 | 122 | 225 | 0,542 |

#### Girone B

##### Risultati
| 27 agosto 2019 Gimnasio Jorge Galeano, Tegucigalpa Durata: 1h:00 - Spettatori: 100          | Stati Uniti | 3 - 0 | Nicaragua | 25-6, 25-11, 25-12  |
| 27 agosto 2019 Gimnasio Jorge Galeano, Tegucigalpa Durata: 1h:07 - Spettatori: 1 500        | Honduras    | 3 - 0 | Barbados  | 25-12, 25-19, 25-22 |
| 28 agosto 2019 Villa Olímpica de Tegucigalpa, Tegucigalpa Durata: 0h:51 - Spettatori: ?     | Stati Uniti | 3 - 0 | Barbados  | 25-10, 25-7, 25-16  |
| 28 agosto 2019 Villa Olímpica de Tegucigalpa, Tegucigalpa Durata: 1h:12 - Spettatori: 1 300 | Honduras    | 3 - 0 | Nicaragua | 25-18, 25-18, 25-12 |
| 29 agosto 2019 Villa Olímpica de Tegucigalpa, Tegucigalpa Durata: 1h:12 - Spettatori: 750   | Barbados    | 0 - 3 | Nicaragua | 15-25, 18-25, 19-25 |
| 29 agosto 2019 Villa Olímpica de Tegucigalpa, Tegucigalpa Durata: 1h:01 - Spettatori: 1 800 | Stati Uniti | 3 - 0 | Honduras  | 25-12, 25-10, 25-13 |

##### Classifica
| Pos | Squadra     | Pt | G | V | P | SV | SP | Ratio | PF  | PS  | Ratio |
| --- | ----------- | -- | - | - | - | -- | -- | ----- | --- | --- | ----- |
| 1   | Stati Uniti | 15 | 3 | 3 | 0 | 9  | 0  | MAX   | 225 | 97  | 2,319 |
| 2   | Honduras    | 10 | 3 | 2 | 1 | 6  | 3  | 2,000 | 185 | 176 | 1,051 |
| 3   | Nicaragua   | 5  | 3 | 1 | 2 | 3  | 6  | 0,500 | 152 | 202 | 0,752 |
| 4   | Barbados    | 0  | 3 | 0 | 3 | 0  | 9  | 0,000 | 138 | 225 | 0,613 |

### Fase finale

#### Finale 1º e 3º posto
|  | Quarti di finale | Quarti di finale | Quarti di finale |  |  | Semifinali | Semifinali      | Semifinali |  |  | Finale          | Finale          | Finale          |
|  |                  |                  |                  |  |  |            |                 |            |  |  |                 |                 |                 |
|  |                  |                  |                  |  |  | 1A         | Cuba            | 2          |  |  |                 |                 |                 |
|  | 2B               | Honduras         | 0                |  |  | 3A         | Canada          | 3          |  |  |                 |                 |                 |
|  | 3A               | Canada           | 3                |  |  |            |                 |            |  |  | 3A              | Canada          | 0               |
|  |                  |                  |                  |  |  |            |                 |            |  |  | 1B              | Stati Uniti     | 3               |
|  |                  |                  |                  |  |  | 1B         | Stati Uniti     | 3          |  |  |                 |                 |                 |
|  | 2A               | Rep. Dominicana  | 3                |  |  | 2A         | Rep. Dominicana | 0          |  |  | Finale 3° posto | Finale 3° posto | Finale 3° posto |
|  | 3B               | Nicaragua        | 0                |  |  |            |                 |            |  |  | 1A              | Cuba            | 3               |
|  |                  |                  |                  |  |  |            |                 |            |  |  | 2A              | Rep. Dominicana | 1               |

#### Quarti di finale
| 30 agosto 2018 Gimnasio Jorge Galeano, Tegucigalpa Durata: 1h:05 - Spettatori: 450   | Rep. Dominicana | 3 - 0 | Nicaragua | 25-6, 25-11, 25-16  |
| 30 agosto 2018 Gimnasio Jorge Galeano, Tegucigalpa Durata: 1h:12 - Spettatori: 3 000 | Honduras        | 0 - 3 | Canada    | 15-25, 16-25, 16-25 |

#### Semifinali
| 31 agosto 2018 Gimnasio Jorge Galeano, Tegucigalpa Durata: 2h:03 - Spettatori: 1 500 | Cuba        | 2 - 3 | Canada          | 25-18, 19-25, 25-20, 23-25, 14-16 |
| 31 agosto 2018 Gimnasio Jorge Galeano, Tegucigalpa Durata: 1h:00 - Spettatori: 1 600 | Stati Uniti | 3 - 0 | Rep. Dominicana | 25-12, 25-17, 25-17               |

#### Finale 3º posto
| 1º settembre 2018 Gimnasio Jorge Galeano, Tegucigalpa Durata: 1h:40 - Spettatori: 2 000 | Cuba | 3 - 1 | Rep. Dominicana | 19-25, 25-20, 28-26, 25-16 |

#### Finale
| 1º settembre 2018 Gimnasio Jorge Galeano, Tegucigalpa Durata: 1h:07 - Spettatori: 3 800 | Canada | 0 - 3 | Stati Uniti | 13-25, 12-25, 23-25 |

#### Finale 5º e 7º posto
|  | Semifinali | Semifinali | Semifinali |          |            | Finale 5º/6º posto | Finale 5º/6º posto | Finale 5º/6º posto |  |
|  |            |            |            |          |            |                    |                    |                    |  |
|  | Costa Rica | Costa Rica | 3          |          |            |                    |                    |                    |  |
|  | Costa Rica | Costa Rica | 3          |          |            |                    |                    |                    |  |
|  | Nicaragua  | Nicaragua  | 0          |          |            |                    |                    |                    |  |
|  | Nicaragua  | Nicaragua  | 0          |          | Costa Rica | Costa Rica         | 3                  |                    |  |
|  |            |            |            |          | Costa Rica | Costa Rica         | 3                  |                    |  |
|  |            |            | Honduras   | Honduras | 0          |                    |                    |                    |  |
|  | Barbados   | Barbados   | Honduras   | Honduras | 0          | 0                  |                    |                    |  |
|  | Barbados   | Barbados   |            |          |            | 0                  |                    |                    |  |
|  | Honduras   | Honduras   | 3          |          |            | Finale 7º/8º posto | Finale 7º/8º posto | Finale 7º/8º posto |  |
|  | Honduras   | Honduras   | 3          |          |            |                    |                    |                    |  |
|  |            |            |            |          |            |                    |                    |                    |  |
|  |            |            |            |          |            | Nicaragua          | Nicaragua          | 3                  |  |
|  |            |            |            |          |            | Nicaragua          | Nicaragua          | 3                  |  |
|  |            |            |            |          |            | Barbados           | Barbados           | 0                  |  |

##### Semifinali
| 31 agosto 2018 Gimnasio Jorge Galeano, Tegucigalpa Durata: 1h:12 - Spettatori: 300 | Costa Rica | 3 - 0 | Nicaragua | 25-19, 25-17, 25-12 |
| 31 agosto 2018 Gimnasio Jorge Galeano, Tegucigalpa Durata: 1h:04 - Spettatori: 500 | Barbados   | 0 - 3 | Honduras  | 14-25, 16-25, 16-25 |

##### Finale 7º posto
| 1º settembre 2018 Gimnasio Jorge Galeano, Tegucigalpa Durata: 1h:13 - Spettatori: 150 | Nicaragua | 3 - 0 | Barbados | 25-18, 25-21, 25-14 |

##### Finale 5º posto
| 1º settembre 2018 Gimnasio Jorge Galeano, Tegucigalpa Durata: 1h:17 - Spettatori: ? | Costa Rica | 3 - 0 | Honduras | 25-20, 25-17, 25-16 |

## Classifica finale
| Pos     | Squadra         | Rosa |
| ------- | --------------- | --- |
| Oro     | Stati Uniti     | Formazione: 1 Jacobs, 2 Monson, 3 Taylor, 4 Miner, 5 Orr, 10 Mruzik, 11 Robinson, 12 Crawford, 14 Londot, 16 Kelley, 17 Krause, 19 Batenhorst, CT: Stone                |
| Argento | Canada          | Formazione: 1 Georgiadis, 2 Pantovic, 3 Lee, 4 Duchesneau, 6 Cerantola, 7 Powell, 8 Pastor, 9 Van Der Merwe, 10 Siksna, 11 McKinnon, 14 Smrek, 15 Saris, CT: Melnick    |
| Bronzo  | Cuba            | Formazione: 1 Moreno, 2 Madán, 3 Kindelán, 4 Abreu, 5 Martínez, 6 Rodríguez, 7 Poll, 8 de la Peña, 9 García, 10 Ruiz, 11 Tarín, 16 Castillo, CT: Echevarría             |
| 4.      | Rep. Dominicana | Formazione: 1 Calderón, 2 Paniagua, 4 Cabada, 6 Jerez, 7 Fis, 11 E. González, 14 Rabit, 15 Cruz, 16 de los Santos, 17 Cornelio, 19 Heredia, 20 G. González, CT: Ceccato |
| 5.      | Costa Rica      | Formazione: 1 Padilla, 2 M. Alfaro, 3 P. Alfaro, 4 Mignucci, 5 Thompson, 7 Mata, 8 Sanders, 9 Cortés, 10 Monge, 12 Gómez, 13 Torres, 14 Rojas, CT: Umaña                |
| 6.      | Honduras        | Formazione: 1 Rosa, 2 Durón, 4 Zuñiga, 5 Obando, 7 Durán, 8 Pérez, 9 Caraccioli, 10 Gómez, 12 Canales, 13 Aceituno, 14 Reyes, 15 Duarte, CT: Vásquez                    |
| 7.      | Nicaragua       | Formazione: 1 García, 2 Arcia, 3 Guillén, 4 Balmaceda, 5 Llanes, 7 F. Medrano, 8 M. Medrano, 9 M. Brenes, 11 N. Brenes, 12 Chavarría, 14 Tobie, 15 Montiel, CT: Noguera |
| 8.      | Barbados        | Formazione: 6 Walton-Taylor, 7 Edwards, 8 Lawrence, 10 John, 11 Rowe, 12 K. Forde, 13 J. Forde, 14 Proverbs, 16 Dyer, 17 Chapman-Goodluck, 18 Addison, CT: Mason        |

|  |  | Qualificate al Campionato mondiale under 18 2019 |

## Premi individuali
| Premio                 | Nome                | Squadra         |
| ---------------------- | ------------------- | --------------- |
| MVP                    | Jessica Mruzik      | Stati Uniti     |
| Miglior realizzatrice  | Thainalien Castillo | Cuba            |
| Miglior servizio       | Thainalien Castillo | Cuba            |
| Miglior difesa         | Hattie Monson       | Stati Uniti     |
| Miglior ricevitrice    | Hattie Monson       | Stati Uniti     |
| Miglior palleggiatrice | Kennedi Orr         | Stati Uniti     |
| Miglior opposto        | Emily Londot        | Stati Uniti     |
| Miglior schiacciatrice | Jessica Mruzik      | Stati Uniti     |
| Miglior schiacciatrice | Allison Jacobs      | Stati Uniti     |
| Miglior centrale       | Geraldine González  | Rep. Dominicana |
| Miglior centrale       | Estefany Rabit      | Rep. Dominicana |
| Miglior libero         | Katerina Geordiadis | Canada          |